# Sacred Citadel
Sacred Citadel — компьютерная игра из серии Sacred, сочетающая в себе жанры Action/RPG и beat 'em up с видом сбоку, разработанная компанией Southend Interactive и выпущенная компанией Deep Silver для платформ PlayStation 3, Windows и Xbox 360 в 2013 году. Игра является спин-оффом серии и была выпущена перед Sacred 3. Также в апреле 2013 года был выпущен загружаемый контент Sacred Citadel: Jungle Hunt.
Действие игры происходит в вымышленном королевстве Анкария. По сюжету игры некогда мирное королевство Анкарии, которое поклялись защищать воины серафимы, находится в смертельной опасности. Злая империя Пепла поработила её население и использует оркоподобных существ гриммоков, чтобы уничтожить серафимов. Чтобы победить империю, игроку предстоит взять под своё управление одного из четверых воинов.
Игра получила смешанные отзывы критиков.

## Геймплей
Игра сочетает в себе жанры Action/RPG и beat 'em up и является сайд-скроллером, так как игрок наблюдает за игровым процессом посредством расположенной сбоку виртуальной камеры, причем находящиеся на экране персонажи в целом могут перемещаться только влево или вправо.
Действие игры происходит в вымышленном королевстве Анкария. По сюжету игры некогда мирное королевство Анкарии, которое поклялись защищать воины серафимы, находится в смертельной опасности. Злая империя Пепла поработила её население и использует оркоподобных существ гриммоков, чтобы уничтожить серафимов. Чтобы победить империю, игроку предстоит взять под своё управление одного из четверых воинов.
Особенностями игры являются: кооперативный режим для 3 игроков, управление одним из 4 уникальных игровых классов персонажей с их собственным набором навыков (воин, лучник, ведьма, волшебница), осваивание новых боевых навыков, улучшение характеристик игровых персонажей (атака, защита, ловкость, энергия), приключение в мире Анкария, возможность управлять двумя ездовыми животными и одной боевой машиной (похожей на танк), выпадают с побежденных противников мощного оружия и брони, склянок усиляющих зелий, золота и восстанавливающих очки здоровья предметов, которые можно покупать за золото в городе, уникальном для каждой главы, отсутствуют уровни сложности, сражение с боссами,

## Разработка
| Системные требования    | Системные требования                       | Системные требования                   |
| ----------------------- | ------------------------------------------ | -------------------------------------- |
|                         | Минимальные                                | Рекомендуемые                          |
| Windows                 |                                            |                                        |
| ОС                      | Windows Vista, Windows 7                   | Windows 10                             |
| ЦПУ                     | двухъядерный с тактовой частотой 2 ГГц     | двухъядерный с тактовой частотой 2 ГГц |
| Объём ОЗУ               | 2 ГБ                                       | 2 ГБ                                   |
| Информационный носитель | CD, DVD, Steam                             | CD, DVD, Steam                         |
| Видеокарта              | Nvidia GeForce 8600 или ATI Radeon HD 2600 | не менее 256 МБ видеопамяти            |
| Устройства ввода        | клавиатура, компьютерная мышь              | клавиатура, компьютерная мышь, геймпад |

Вышедшее в апреле 2013 года DLC Sacred Citadel: Jungle Hunt добавило в игру новую пятую главу. По сюжету требовалось выследить «Большую маму» Гриммока, которая сбежала с артефактом Серафима, украденным в конце 4 главы, в джунгли королевства Анкарии.

## Приём
| Сводный рейтинг    | Сводный рейтинг | Сводный рейтинг | Сводный рейтинг |
| Издание            | Оценка          | Оценка          | Оценка          |
| Издание            | PC              | PS3             | Xbox 360        |
| ------------------ | --------------- | --------------- | --------------- |
| GameRankings       | 63,29 %         | N/A             | 67,72 %         |
| Metacritic         | 61/100          | 62/100          | 63/100          |
| Иноязычные издания |                 |                 |                 |
| Издание            | Оценка          | Оценка          | Оценка          |
| Издание            | PC              | PS3             | Xbox 360        |
| 4Players           | 50%             | 50%             | 50%             |
| Destructoid        | 6/10            | N/A             | N/A             |
| Game Informer      | 7.25/10         | N/A             | N/A             |
| GameRevolution     | N/A             | N/A             | 8/10            |
| GameZone           | 7/10            | N/A             | N/A             |
| IGN                | 5.9/10          | N/A             | 5.9/10          |
| OXM                | N/A             | N/A             | 6.5/10          |
| Push Square        | N/A             | 7/10            | N/A             |
| RPGFan             | 65%             | N/A             | N/A             |
| National Post      | N/A             | N/A             | 6.5/10          |

Игра получила смешанные оценки на всех платформах на основе обзоров критиков на сайте-агрегаторе Metacritic.
Летом 2018 года, благодаря уязвимости в защите Steam Web API, стало известно, что точное количество пользователей сервиса Steam, которые играли в игру хотя бы один раз, составляет 160 193 человек.